# San Giuseppe dei Teatini
De San Giuseppe dei Teatini is een basiliek uit de zeventiende eeuw, gelegen bij de Quattro Canti in het centrum van Palermo. De kerk werd ontworpen door Giacomo Besio, een lid van de Theatijnen uit Genua, en is een belangrijk voorbeeld van de Siciliaanse barok.

## Beschrijving
De kerk heeft een sobere façade. Een beeld van de heilige Cajetanus, stichter van de Theatijner orde, siert de centrale nis. De architect Giuseppe Mariani voorzag de kerk in 1725 van een grote koepel die hij liet bedekken met gekleurde tegels. De tamboer is gedecoreerd met dubbele zuilen. Aan de zuidoost-zijde van de kerk bevindt zich een onvoltooide klokkentoren.
De plattegrond van de kerk heeft de vorm van een Latijns kruis met een schip en zijbeuken die door marmeren zuilen gescheiden worden. De apostelen op de zwikken zijn van de hand van de Palermitaanse schilder Antonio Manno (1799). Het tongewelf van het middenschip raakte door een bombardement tijdens de Tweede Wereldoorlog zwaar beschadigd. Het werd aan de hand van foto's volledig gerestaureerd, waardoor het stucwerk van Paolo Corso en de fresco's van de uit Messina afkomstige Filippo Tancredi weer te bewonderen zijn. Op deze schilderingen zijn episodes uit het leven van de heilige Cajetanus afgebeeld. In 1724 maakte Guglielmo Borremans het fresco aan de binnenzijde van de koepel dat de val van de opstandige engelen voorstelt uit de Openbaring van Johannes.
Vijf treden leiden naar het koor dat uitbundig versierd is met fresco's en stucwerk onder meer van Filippo Tancredi. Het hoofdaltaar is gemaakt van zwart marmer en versierd met edelstenen, halfedelstenen en bronzen ornamenten.
Bij de hoofdingang hangen twee opvallende wijwaterbekkens die door engelen worden vastgehouden van Ignazio Marabitti en Federico Siracusa.

## Afbeeldingen

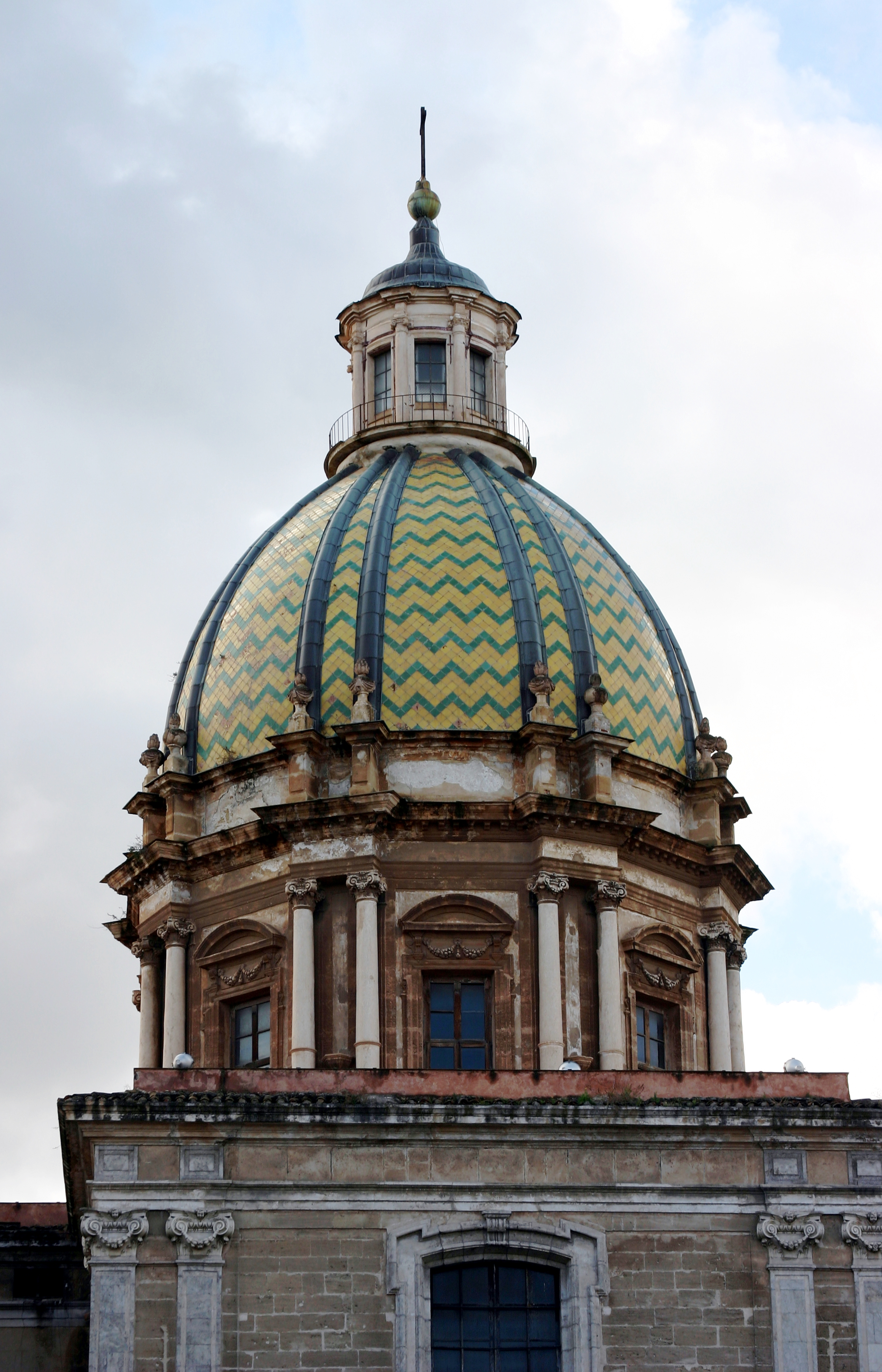
koepel
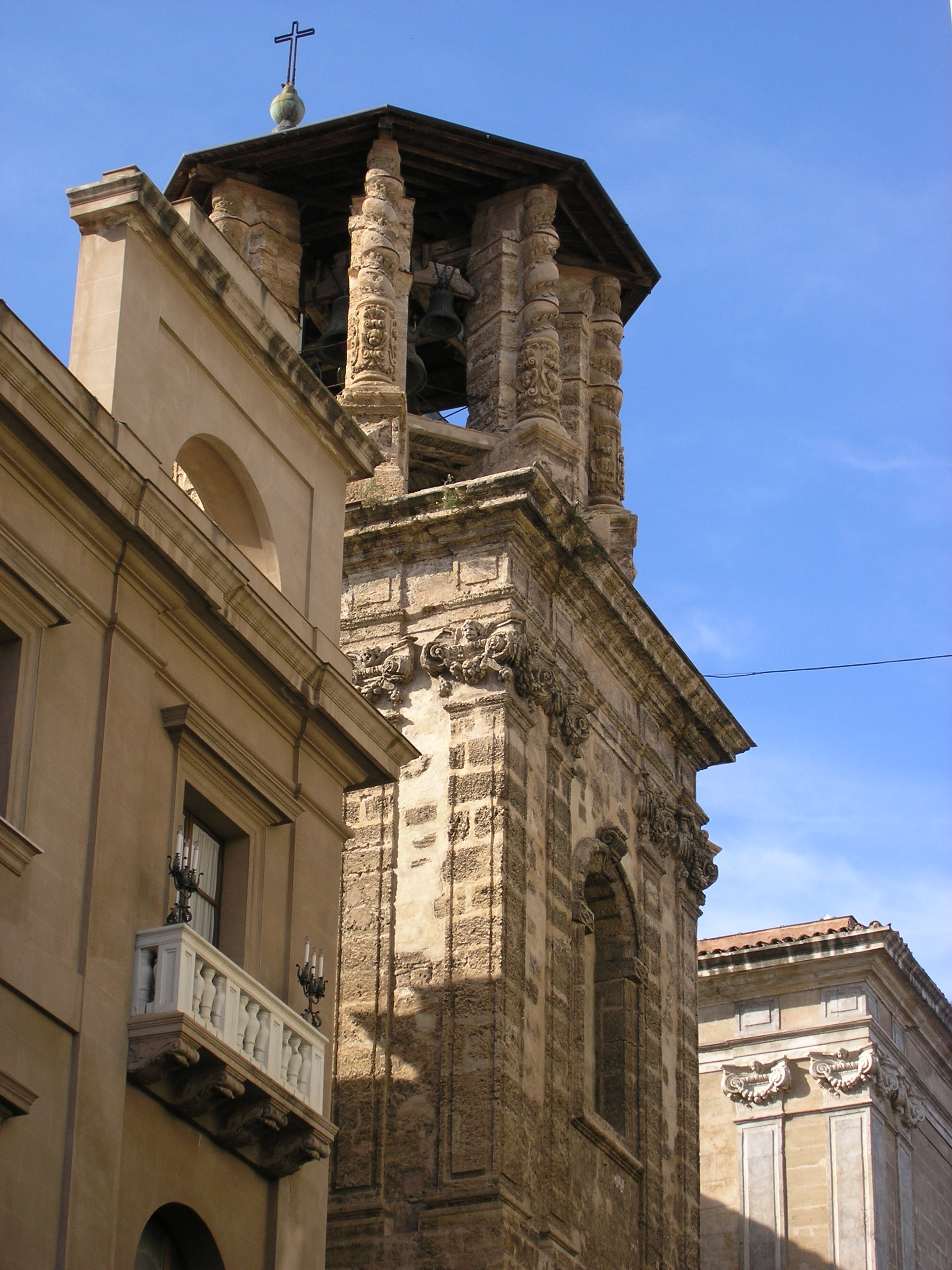
klokkentoren
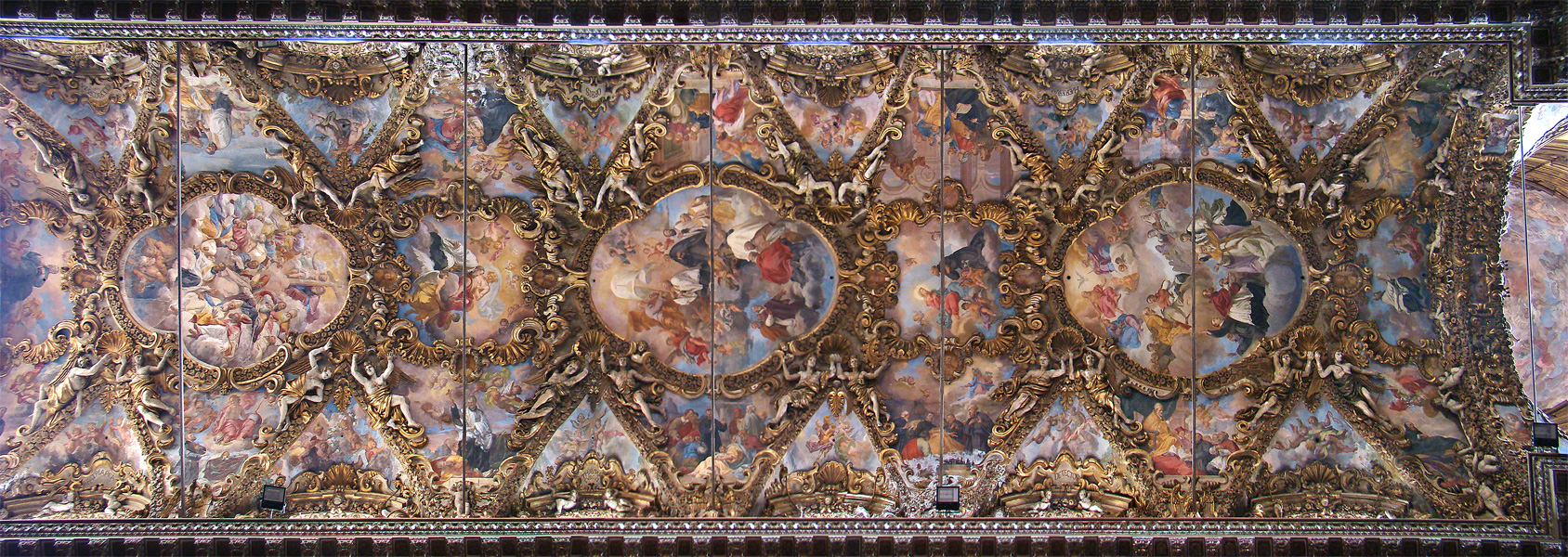
fresco op het gewelf van het schip
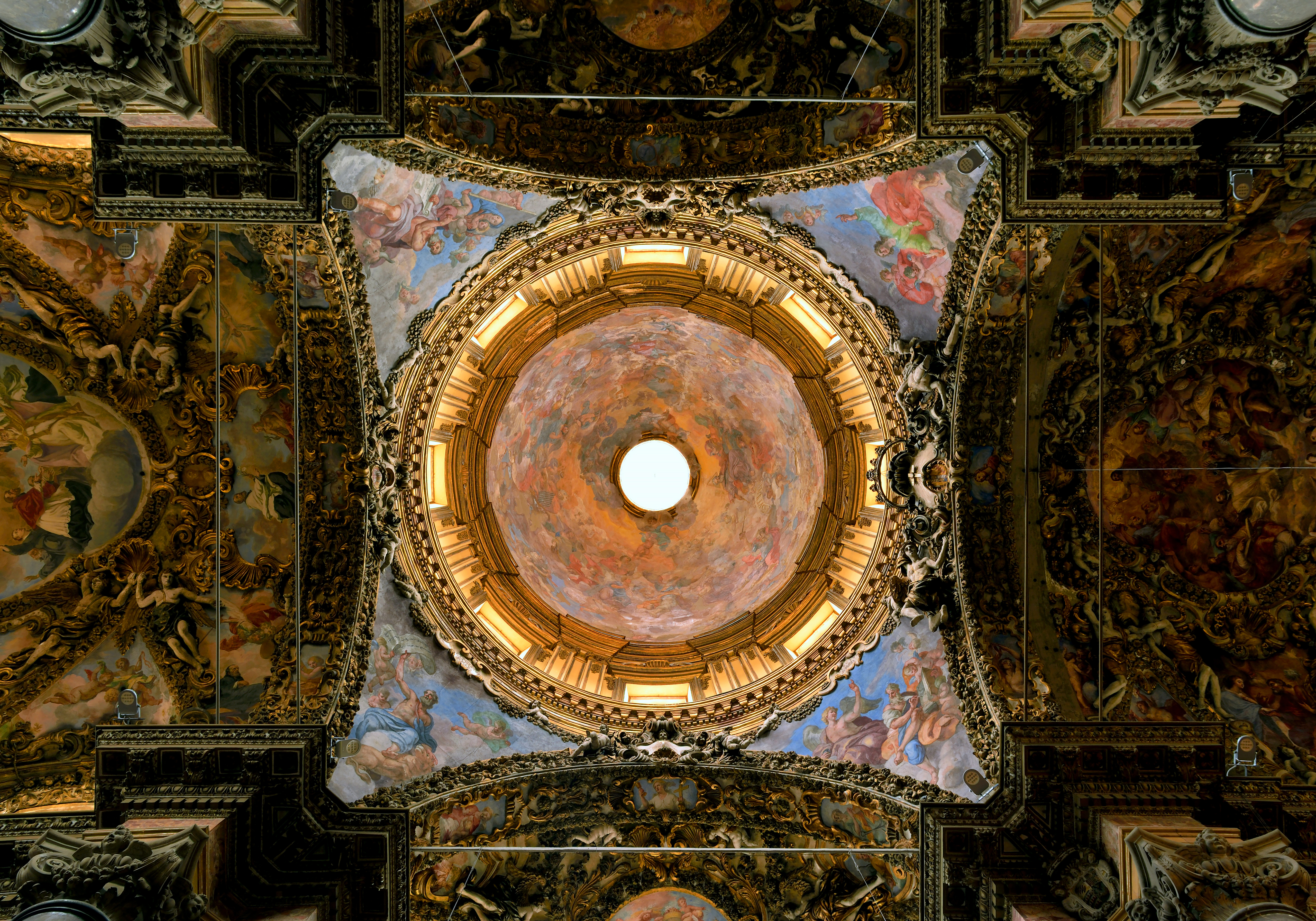
binnenzijde van de koepel
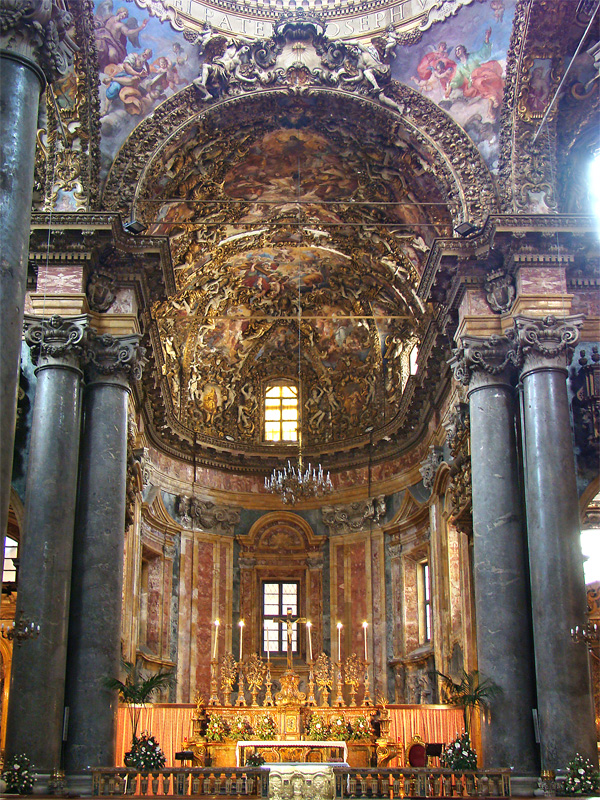
koor met het hoofdaltaar
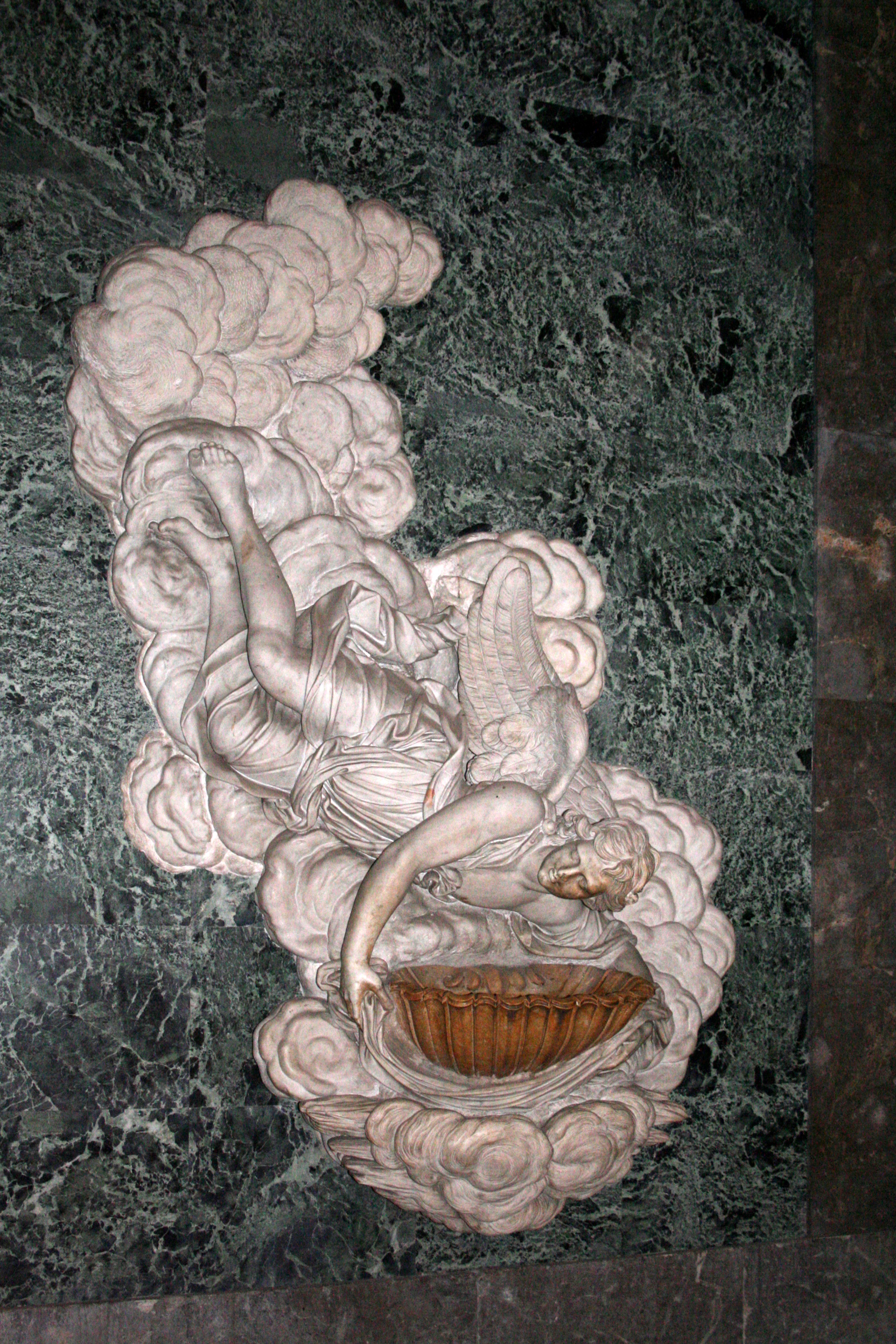
wijwaterbekken